# A.S.D. Trezzano Calcio
Associazione Sportiva Dilettantistica Trezzano Calcio hay đơn giản là Trezzano là một câu lạc bộ bóng đá Ý đến từ Trezzano sul Naviglio, Lombardy.

## Lịch sử

### AC Naviglio Trezzano
AC Naviglio Trezzano  được thành lập năm 2003 sau khi sáp nhập AC Naviglio 95 và AC Trezzano Vigor. Vào cuối mùa Eccellenza 2010-11, lần đầu tiên đội bóng được thăng hạng từ Eccellenza Lombardy sang Serie D.

### ASD Trezzano Calcio
Vào mùa hè 2012, câu lạc bộ được đổi tên thành ASD Trezzano Calcio. Vào cuối mùa giải 2012-13, đội đã bị rớt xuống Eccellenza.

## Màu sắc và huy hiệu
Màu sắc của nó là tím, vàng và xanh.